# Guiorgui Bagatúrov
Guiorgi Bagatúrov (nascut el 28 de novembre de 1964) és un jugador d'escacs georgià, que té el títol de Gran Mestre des de 1999.
A la llista d'Elo de la FIDE del desembre de 2021, hi tenia un Elo de 2413 punts, cosa que en feia el jugador número 30 (en actiu) de Geòrgia. El seu màxim Elo va ser de 2524 punts, a la llista de gener de 2001 (posició 394 al rànquing mundial).

## Resultats destacats en competició
Bagatúrov va guanyar el Campionat de Geòrgia tres cops, els anys 1989, 1995 i 1999 i hi fou segon el 2002. Va participar, representant Geòrgia al'Olimpíada d'escacs de 1998.
El 1997 va empatar als llocs 1r-3r amb Stanislav Sàvtxenko i Alexander Moroz al Torneig de Danko a Yenakiieve. El 1998 va empatar als llocs 7è–11è amb Zurab Sturua, Ioannis Nikolaidis, Angelos Vouldis i Aixot Nadanian al torneig Zonal de Panormo, Creta, classificatori pel Campionat del món de 1999 (FIDE). El 2000 va empatar als llocs 2n-6è amb Roman Slobodjan, Ventzislav Inkiov, Leonid Gofshtein i Stefan Djuric al Festival d'Escacs d'Arco (el campió fou Vladímir Tukmàkov). El 2008 empatà als llocs 2n-3r amb Tamaz Gelashvili al Torneig internacional de Gyumri. Els anys 2009 i 2011 va guanyar l'Obert Internacional de Salònica «Alexandre el Gran».
El 2016 va guanyar el Campionat del món sènior (+50 anys) a Marianske Lazne per damunt d'Alexander Reprintsev i de Zurab Sturua).